# Kathodenstrahlröhre
Die Kathodenstrahlröhre (englisch cathode ray tube, abgekürzt CRT, auch Braun'sche Röhre) ist eine Elektronenröhre, die einen gebündelten Elektronenstrahl erzeugt. Dieser kann mittels magnetischer oder elektrischer Felder abgelenkt bzw. moduliert werden, so dass ein sichtbares Bild erzeugt wird, wenn der Elektronenstrahl beim Auftreffen auf eine an der Innenseite der Röhre angebrachte Leuchtstoff-Schicht trifft. Für andere Zwecke wird der erzeugte Elektronenstrahl nicht zur direkten Anzeige verwendet, zum Beispiel im Elektronenmikroskop, Betatron oder der Röntgenröhre.
Die bekannteste Anwendung war die Bildröhre in Fernsehgeräten, bei denen sie aber inzwischen durch Flachbildschirm-Technologien abgelöst worden ist.

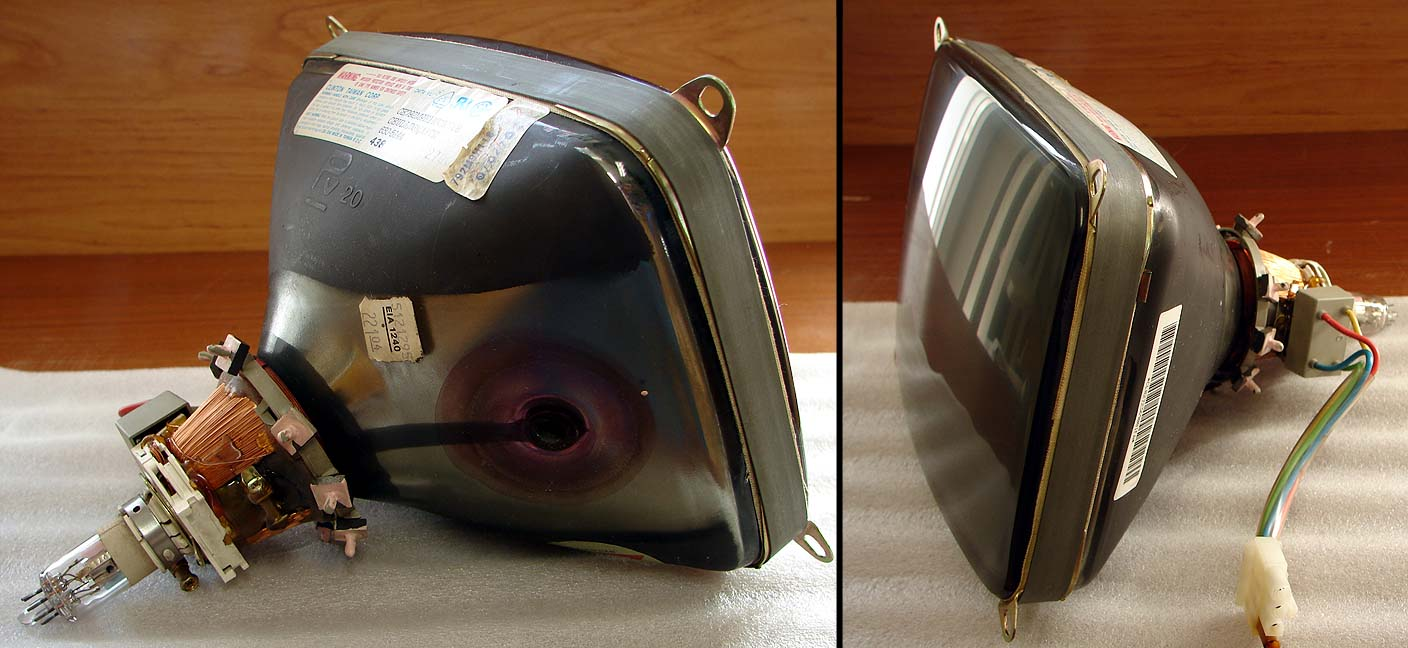
9″-Schwarz-Weiß-Bildröhre mit zugehöriger Ablenkeinheit aus einem Kassenmonitor

Kathodenstrahlröhre (Schema der magnetischen Ablenkung)

## Geschichte

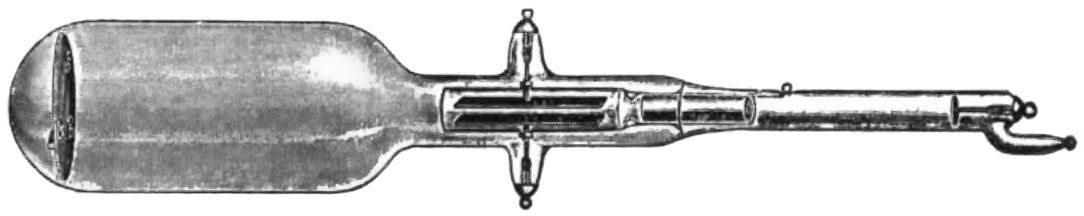
Braun’sche Röhre, 1897

Bereits im November 1895 verwendete Wilhelm Conrad Röntgen in Würzburg eine Kathodenstrahlröhre aus Glas. Er deckte beim Experimentieren damit die fast luftleere Röhre mit Pappe ab, aber die Strahlen konnten sie durchdringen und zeigten ein zufällig auf dem Tisch liegendes Objekt auf dem Fluoreszenzschirm. Die Kathodenstrahlröhre mit Ablenkung des Strahls in Horizontal- und Vertikalrichtung wurde 1897 von Ferdinand Braun entwickelt, weshalb sie auch Braunsche Röhre genannt wird. Anfangs war nicht bekannt, dass die von der Kathode ausgehende Strahlung aus Elektronen besteht, daher verwendete man dafür die Bezeichnung Kathodenstrahlen.
Max Dieckmann schlug bereits 1906 die Verwendung von Kathodenstrahlröhren für das Fernsehen vor, Braun tat diese Idee als „Unsinn wie das Perpetuum mobile“ ab. Das hinderte Dieckmann nicht daran, in einer Versuchsanordnung mittels Nipkow-Scheibe mechanisch abgetastete Metallvorlagen als Schattenbilder auf der Bildröhre darzustellen.
Kenjiro Takayanagi baute im Jahre 1926 den ersten Schwarzweiß-Fernseher mit Bildröhre (zuvor gab es bereits Fernseher mit mechanischer Bildzerlegung, siehe auch Mechanisches Fernsehen). Er übertrug zuerst ein japanisches Schriftzeichen mit Hilfe einer Braunschen Röhre. Später gelang ihm die erste elektronische Übertragung eines menschlichen Gesichts. Daher gilt er als Vater des japanischen Fernsehens.
Manfred von Ardenne erwarb sich große Verdienste bei der Weiterentwicklung der Braunschen Röhre zum Fernsehgerät, der Rasterelektronenmikroskope und von starken Elektronenstrahlquellen für industrielle Anwendungen.

## Aufbau

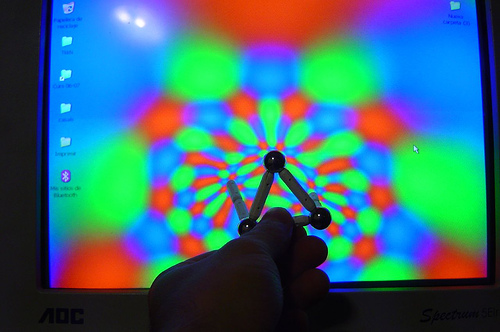
Externe Magnetfelder beeinflussen Ablenkung und Farbdarstellung einer Dreifarben-Kathodenstrahlröhre

Die Kathodenstrahlröhre besteht aus einem geschlossenen, evakuierten Glaskolben mit einer Glühkathode, dem vor der Kathode sitzenden Wehneltzylinder, mehreren Fokussierelektroden und einer Anode. Der luftleere Glaskolben steht unter dem nicht unerheblichen Luftdruck von ca. 1 bar, was anschaulich einer Belastung von einem Kilogramm pro Quadratzentimeter des Kolbens entspricht. Je größer der Kolben der Röhre ist, desto stabiler muss er gebaut sein, was durch eine entsprechend dickere Glaskolbenwandung erreicht wird.
Der Wehneltzylinder dient zur Helligkeitssteuerung, soll aber auch verhindern, dass der Elektronenstrahl gleich nach seiner Erzeugung divergiert (auseinander läuft). Er umgibt die Kathode wie ein Topf und hat in seinem Boden, zum Bildschirm hin, ein kleines Loch, durch das der Strahl austreten kann.
In Kathodenstrahlröhren ist die Anode oft geteilt. Sie besteht aus:
- einer Vorbeschleunigungselektrode in Form eines Zylinders, dessen parallele Ebenen in der Strahlenbahn liegen,

bei Bild- und Oszilloskopröhren zusätzlich aus
- einer elektrisch leitenden Beschichtung (Aquadag) des Glaskolbens im inwandigen, konischen Teil des Kolbens sowie
- einem Schirm am anderen Ende des Kolbens. Dieser besteht aus Mineralien, die bei Elektronenbeschuss entweder sichtbares Licht aussenden oder in Sonderfällen auch von außen auftreffendes Licht stärker absorbieren.

Der bei Bildröhren aluminiumhinterlegte Leuchtschirm, sowie (bei Farbbildröhren) die Loch- bzw. Schlitzmaske liegen ebenfalls auf Anodenpotential. Die Aluminiumschicht erhöht zum einen die erreichbare Helligkeit (nach innen fallendes Licht der Leuchtschicht wird reflektiert), zum anderen den erreichbaren Kontrast (dunkle Stellen werden nicht mehr durch Streulicht im Kolben aufgehellt). Außerdem verhindert sie die Bildung des Ionenflecks.
Außen ist der Glaskolben je nach Röhrentyp am konischen Teil häufig mit einer dünnen, geerdeten Graphitschicht überzogen, um den Rest des Gerätes vor Ladungsausgleichsvorgängen (vgl. Faradayscher Käfig) zu schützen. Diese äußere Schicht bildet zusammen mit der inneren Anodenbeschichtung einen Kondensator zur Glättung der Anodenspannung. Es gibt auch Röhrenmodelle, bei denen der Konus selbst aus Metall besteht und seinerseits auf Anodenpotential liegt. Diese Konstruktion konnte sich aber wegen der schwierig zu beherrschenden, dauerhaften Abdichtung des Vakuums zwischen Metallkonus und Glasbildschirm sowie aus Isolationsgründen nicht durchsetzen.

## Strahlerzeugung

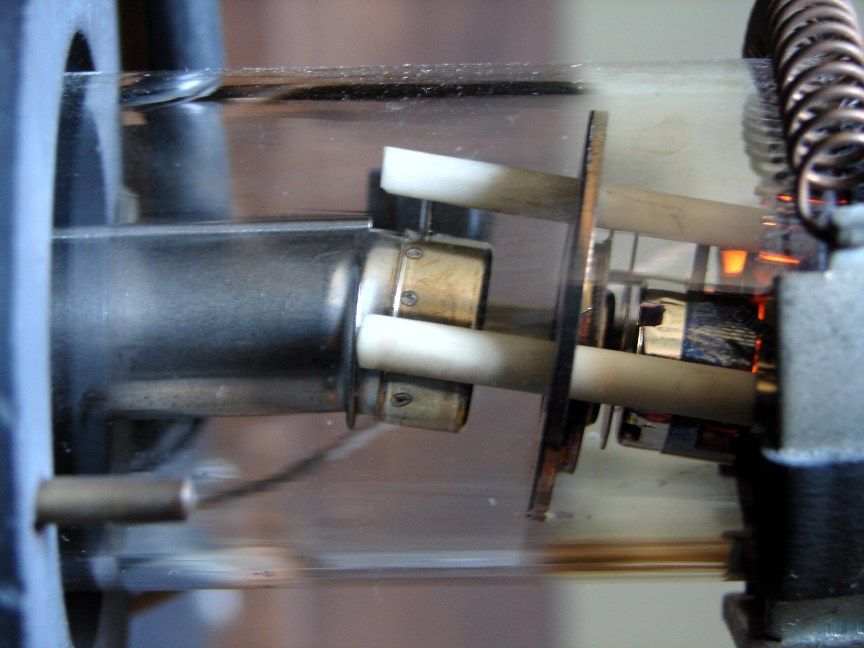
Ansicht eines Bildröhrenhalses mit schräg eingebautem System

Wird zwischen der geheizten Kathode und der Anode eine hohe elektrische Spannung angelegt, so werden die aus der Kathode ausgetretenen Elektronen durch ein entstehendes elektrisches Feld beschleunigt und durchfliegen das Beschleunigungsfeld bis zum Bildschirm, auf dem sie durch Fluoreszenz Licht erzeugen.
Die Geschwindigkeit der austretenden Elektronen lässt sich ansatzweise (nicht relativistisch) über folgende Annahme berechnen:
Die gesamte elektrische Energie ausgehend vom elektrischen Feld, erzeugt durch eine Spannung {\displaystyle U}, wird bei Durchlaufen dieser Spannung in kinetische Energie umgewandelt:
{\displaystyle W_{\mathrm {el} }=W_{\mathrm {pot} }}
Für die elektrische Energie ergibt sich über die elektrische Feldstärke betragsmäßig folgende Formel:
{\displaystyle E={\frac {F}{Q}}={\frac {U}{d}}}
{\displaystyle W_{\mathrm {el} }=QU}
Durch Gleichsetzen mit {\displaystyle W_{\mathrm {kin} }={\tfrac {1}{2}}mv^{2}} und Umstellen nach {\displaystyle v} ergibt sich folgende Formel:
{\displaystyle v={\sqrt {\frac {2qU}{m}}}}
- {\displaystyle q} entspricht bei Elektronen der Elementarladung {\displaystyle e^{-}}
- {\displaystyle U} ist der Betrag der elektrischen Spannung, die im elektrischen Feld vorherrscht
- {\displaystyle m} entspricht der Masse der Elektronen {\displaystyle m_{e}}

Im nebenstehenden Bild ist das Strahlsystem einer veralteten Fernsehbildröhre mit Ionenfalle zu sehen. Die bis zur Rotglut geheizte Kathode ist nicht zu sehen. Ganz rechts sind der Wehneltzylinder sowie die Vorbeschleunigungselektrode zu erkennen. Danach folgt links die Anode, in deren Verlauf das Strahlsystem axial zum Röhrenhals abknickt. Der Grund für diese Konstruktion ist die Separierung der ebenfalls beschleunigten Restgas-Ionen vom eigentlichen Elektronenstrahl, die ansonsten einen Ionenfleck (durch Ionenbombardement zerstörte Leuchtstoffschicht) hervorriefen. Spätere Röhren konnten darauf verzichten, da die aluminiumhinterlegten Bildschirme weniger empfindlich waren.
Die notwendige Anodenspannung für eine ausreichende Anregung des Leuchtstoffes beträgt
- bei Oszilloskop-Röhren zwischen 500 und 8.000 Volt (vereinzelt bis 24.000 V),
- bei Schwarz-Weiß-Fernsehbildschirmen zwischen 14.000 und 18.000 Volt,
- bei Farb-Fernsehbildschirmen 25.000 bis 35.000 Volt,
- bei Spezialröhren zur nachträglichen optischen Vergrößerung des Bildes mittels optischer Linsen (Projektionsverfahren) bis 50.000 Volt,
- bei Elektronenstrahlen zur Materialbearbeitung und in Röntgenröhren oft über 100.000 Volt.

Es fließen Ströme im Bereich unter 1 mA pro Kathode, sodass die Gesamtleistungsaufnahme einer Bildröhre einige Dutzend Watt erreichen kann. Ein einfacher Versuch zeigt, dass das Darstellen eines sehr hellen Flecks das Glas (vom Betrachter gesehen) vor der Leuchtschicht nach einigen Minuten leicht erwärmt, während dunkle Stellen vergleichsweise kühl bleiben.
Zur Begrenzung der Intensität und der Quantenenergie der schädlichen Röntgenbremsstrahlung wurden für Schwarzweiß- und Farbfernsehröhren die Beschleunigungsspannung per technischer Norm limitiert. Geräte wurden im Verkauf mit ihrer niedrigen Beschleunigungsspannung, etwa per Aufkleber, beworben, die Beschleunigungsspannung wurde vorschriftsgemäß an der Gehäuserückwand vermerkt. Die Röhrenfrontscheibe ist aus Bleiglas, um die Röntgenstrahlung zu absorbieren, die beim Auftreffen der beschleunigten Elektronen auf den Bildschirm entsteht.

### Strahlfokussierung
Damit auf der Leuchtschicht ein scharf begrenzter Fleck entsteht, ist es notwendig, den Strahl in seinem Verlauf zu fokussieren.
Dazu ist in elektrostatisch fokussierten Röhren der Anodenzylinder auf einer Länge von wenigen Zentimetern unterbrochen. An dieser Stelle ist, elektrisch isoliert, ein weiterer Zylinder größeren Durchmessers angebracht. An diesen Zylinder wird die Fokussierspannung angelegt. Siehe dazu auch Elektronenoptik.
In früheren Fernsehbildröhren, in Wanderfeldröhren und in Elektronenmikroskopen erfolgte die Strahlfokussierung auch durch zum Strahlverlauf axiale Magnetfelder.

### Strahlablenkung

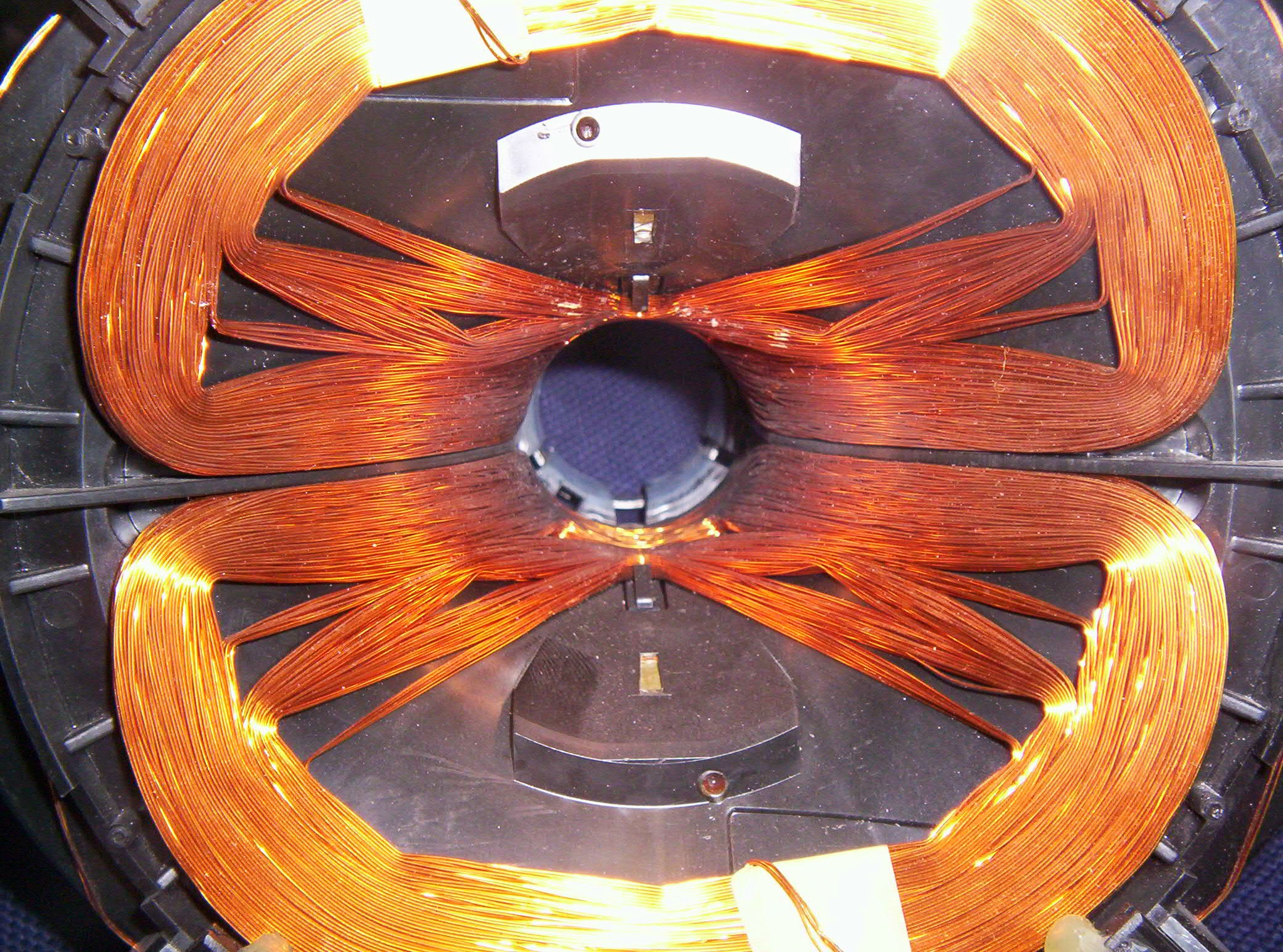
Ablenksystem einer Fernseh-Bildröhre von innen, Blick in Richtung Kathode; zu sehen sind nur die Horizontalablenkspulen

Durch Ablenkfelder (elektrische Felder bei Oszilloskopen oder magnetische Felder bei Fernseh- und Computerbildschirmen) kann der Elektronenstrahl auf jeden beliebigen Punkt des Leuchtschirmes gerichtet werden.
Die Ablenkfelder werden dabei durch elektrische Spannungen an horizontalen und vertikalen Ablenkplatten oder durch elektrische Ströme in den orthogonal angeordneten Ablenkspulen erzeugt.
In Bildröhren für Fernseher und Computerbildschirme werden magnetische Ablenksysteme verwendet, da mit ihnen ein größerer Ablenkwinkel des Strahles realisierbar und somit eine kürzere Bauweise der gesamten Röhre möglich ist.
Demgegenüber verwenden Oszilloskopröhren die elektrostatische Ablenkung, weil damit ein über weite Frequenzbereiche (bis zu mehreren GHz Bandbreite, typisch einige hundert MHz Bandbreite) konstanter Zusammenhang zwischen Ablenkspannung und Ablenkwinkel besteht. Der Ablenkwinkel und die Anodenspannung sind vergleichsweise klein, weshalb keine allzu großen Ablenkspannungen benötigt werden, im Gegenzug sind die Röhren jedoch sehr lang (bis zu 60 cm) für eine eher kleine Diagonale (typisch etwa 13 cm). Durch die große Länge sind diese Röhren auch mechanisch empfindlicher als kurze Röhren mit magnetischer Ablenkung.
Ein Problem bei Bildröhren sind Abbildungsfehler, die korrigiert werden müssen. Dazu zählen u. a.:
- Kissenverzerrungen,
- Schwankungen der Bildschärfe je nach Position des Leuchtflecks.

Beide Fehler haben ihren Ursprung in der Tatsache, dass der Leuchtschirm aus Gründen der besseren Betrachtung nicht in dem Maße gekrümmt ist, wie das für einen gleichbleibenden Abstand des Fokuspunktes von der Kathode nötig wäre.
Für die entstehende Bahn, die die Elektronen beschreiben, ergibt sich über den Ansatz, dass die Elektronen eine konstante Geschwindigkeit in ihrer Ausgangsrichtung haben und dass die Elektronen in orthogonaler Richtung über E-Felder abgelenkt (beschleunigt) werden über das Zusammenfügen der Formeln {\displaystyle s_{x}=v_{x}t} (gleichförmige Bewegung) und {\displaystyle s_{y}={\frac {1}{2}}a_{\mathrm {el} }t^{2}}, sowie {\displaystyle a_{\mathrm {el} }={\frac {U_{A}q}{m_{\mathrm {el} }d}}} und {\displaystyle v_{x}={\sqrt {\frac {2U_{B}q}{m_{\mathrm {el} }}}}} folgende Funktion für die Bahnkurve:
{\displaystyle y={\frac {1}{4}}{\frac {U_{A}}{U_{B}d}}x^{2}}

### Strahlmodulation
Zusätzlich zur Ablenkung des Strahles über den Leuchtschirm kann die Helligkeit des Leuchteindrucks geändert werden, indem der Wehneltzylinder eine mehr oder weniger große, gegenüber der Kathode negative Spannung erhält. Ändert sich diese Spannung mit einer ausreichenden Geschwindigkeit, während der Strahl kontinuierlich abgelenkt wird, so erhält man eine entsprechend der angelegten Spannung helligkeitsmodulierte Leuchtspur. Diese Funktion ist mithin eine der wichtigsten für die übliche Darstellung von Fernsehbildern mittels eines Rasters.
Während des Zeilen- und Bildrücklaufs (der Sprung auf die Ausgangspositionen) muss der Elektronenstrahl „dunkel“ gesteuert werden.
Die Modulation erfordert zur Bilddarstellung eine sehr hohe Bandbreite der Ansteuerspannung von null bis zu mehreren Megahertz. Sie wird von den Video-Endstufen bereitgestellt. Die Amplitude beträgt bei Bildröhren bis zu 300 Volt.

### Farbbildröhren

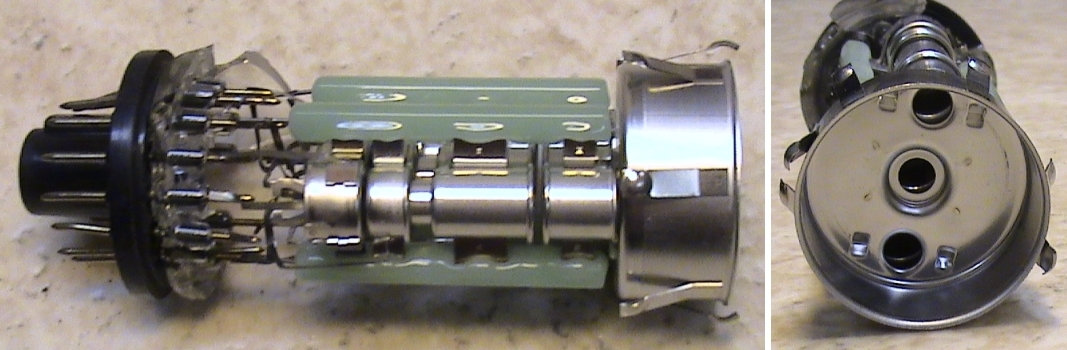
„Elektronenkanone“, ausgebaut aus einem Farbfernseher; links: Seitenansicht, deutlich zu erkennen die Vakuumdurchführung; rechts: Frontansicht, man sieht deutlich die Austrittslöcher der drei Elektronenstrahlen, die die drei Farben ansteuern

In Farbbildröhren befinden sich drei Elektronenstrahlsysteme, deren Strahlen sich in jeder Position im Bereich einer nahe der Leuchtschicht angeordneten Loch-, Schlitz- oder Streifenmaske kreuzen. Aufgrund deren Abschattung können sie nur jeweils eine der Fluoreszenzfarben der Leuchtschicht treffen. Das sind genau passend zur Maske angeordnete Streifen oder Punkte der Grundfarben Rot, Grün und Blau. Die Strukturabmessungen der Maske und der Leuchtstoffe sind kleiner als der Durchmesser der Elektronenstrahlen, sodass von diesem immer ein nahezu gleicher Anteil durch die Maske hindurchtritt.
Die Wehneltzylinder aller drei Strahlsysteme einer Farbbildröhre sind miteinander verbunden – man steuert die drei Strahlströme (und damit die Helligkeit der Leuchtflecke) über die Spannung der Kathoden, deren Anschlüsse dafür getrennt herausgeführt sind.
Bei Farbbildröhren sind folgende technische Anforderungen und Korrekturmaßnahmen erforderlich:
- Alle drei Elektronenstrahlen müssen immer gemeinsam auf einem Punkt des Schirmes auftreffen (Konvergenz, wird durch Korrekturspulen in der Ablenkeinheit erreicht).
- Die Strahlen müssen im richtigen Winkel durch die Lochmaske fallen, um nur die jeweils zugeordneten Farbpunkte anzuregen (Farbreinheit, wird durch präzise Fertigung und saubere Gesamtausrichtung der Ablenkeinheit sichergestellt).

Die Konvergenz wird erreicht, indem man speziell berechnete und angesteuerte, zusätzliche Ablenkspulen verwendet. Zur Kompensation der Bildverzerrungen verwendet man anstelle gerader Sägezahn-förmiger Ströme komplexere Formen. Häufig werden verbleibende Darstellungsfehler durch das Aufkleben kleiner Permanentmagnete verschiedener geometrischer Ausbildung auf den Röhrenkolben oder am Hals bei der Bildröhren-Herstellung korrigiert.
Magnetische Gleichfelder wie z. B. das Erdmagnetfeld können die Lochmaske magnetisieren. Zur Abhilfe befinden sich um den Kolben Entmagnetisierungsspulen, die beim Einschalten des Gerätes durch einen Wechselstrom langsam abnehmender Stärke die Lochmaske entmagnetisieren. Besonders starke Magnetisierungen wie z. B. durch mutwilliges Entlangführen eines starken Magneten an der Schirmoberfläche können durch diese integrierte Entmagnetisierung nicht restlos beseitigt werden.

#### Delta-Lochmasken-Farbbildröhre

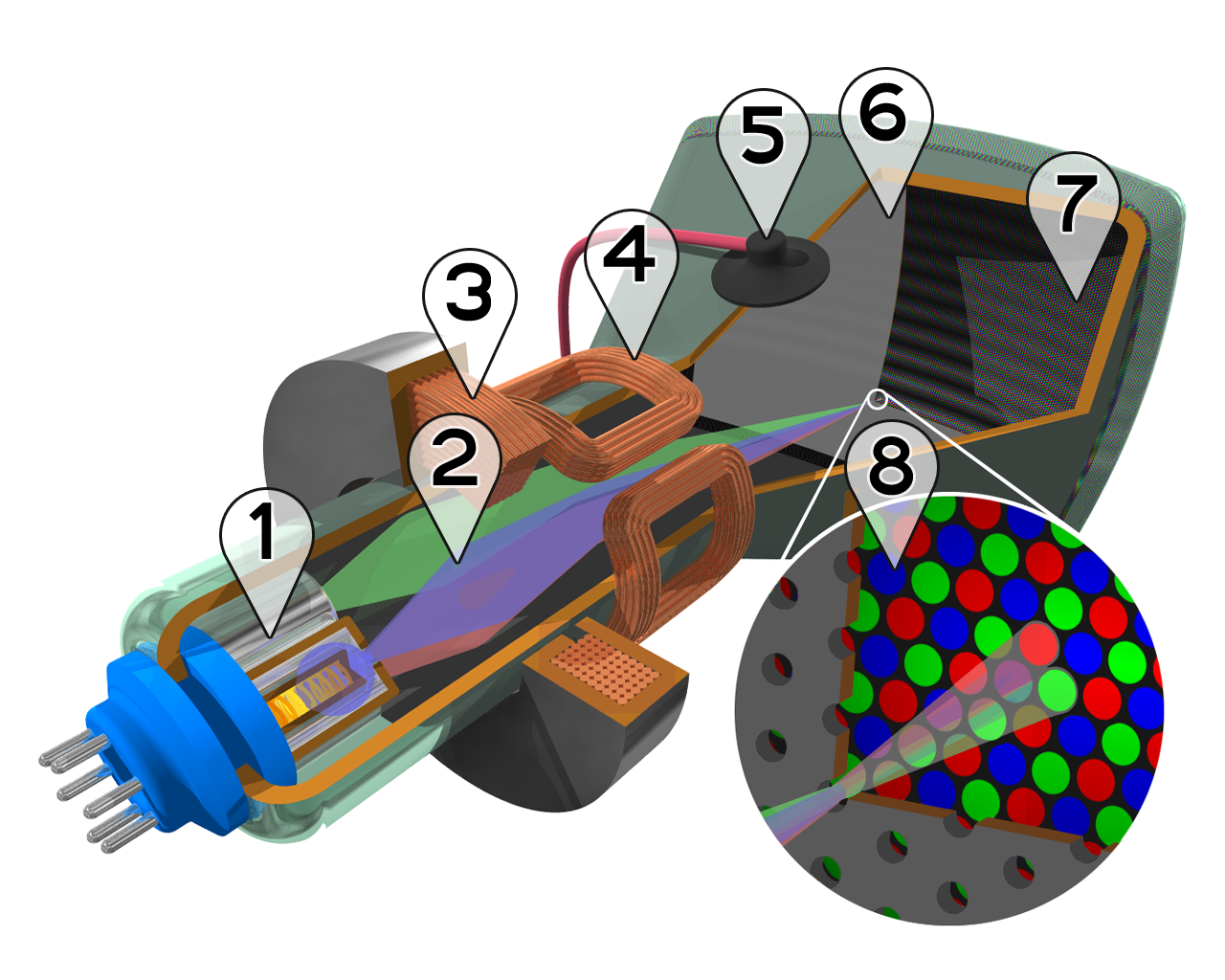
Aufbau einer Lochmasken-Bildröhre:
1 Glühkathoden, 2 Elektronenstrahlen, 3 Bündelungsspulen (nicht mehr gebräuchlich), 4 Ablenkspulen, 5 Anodenanschluss, 6 Lochmaske, 7 Fluoreszenzschicht mit roten, grünen und blauen Subpixeln, 8 Nahansicht der Fluoreszenzschicht

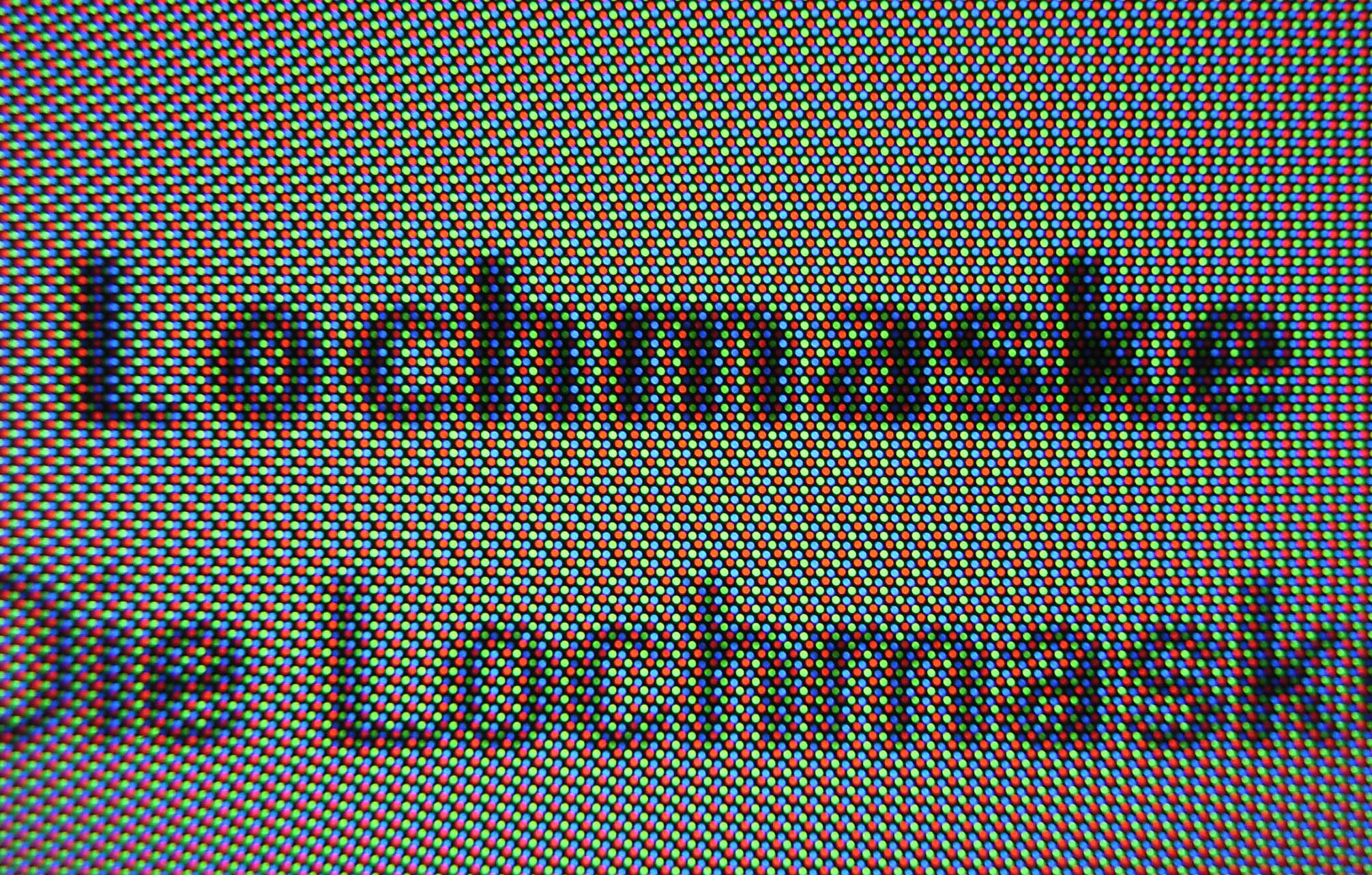
Bildausschnitt einer Lochmasken-Farbbildröhre; Tripelanordnung der roten, grünen und blauen Subpixel

Bei den ersten Farbbildröhren und bei vielen Computermonitoren waren die Strahlerzeugungssysteme, die Lochmaskenlöcher sowie die Leuchtstoffpunkte auf dem Leuchtschirm in Form gleichseitiger Dreiecke angeordnet. Zur Erzielung einer ausreichenden Konvergenz sind dabei umfangreichere Korrekturschaltungen notwendig als bei Inline-Röhren. Die Bildqualität ist allerdings meist besser als die der Inline-Röhrentypen, da
- die ansonsten insbesondere bei CAD-Arbeitsplätzen störenden Beeinflussungen senkrechter Linien durch die ebenfalls senkrechten Maskenstrukturen vermieden werden,
- Farbsäume an senkrechten Linien prinzipbedingt nicht auftreten können,
- die Anordnung der Leuchtpunkte eine höhere Auflösung zulässt, die Strukturen sind feiner.

Die Ausnutzung der Elektronenstrahlen ist jedoch weniger effektiv – ein größerer Teil der Elektronen landet ungenutzt auf der Maske, da eine Lochmaske eine gegenüber Schlitz- und Streifenmasken geringere offene Fläche besitzt.
Delta-Röhren wurden allerdings weiterhin im professionellen Umfeld sowie bei hochauflösenden Monitoren u. a. im medizinischen Bereich verwendet. Sie fanden sich in qualitativ hochwertigen Computermonitoren, weil die Darstellungsqualität den erhöhten Aufwand rechtfertigt. Die in der Anfangszeit noch vorhandenen technischen Schwierigkeiten der Konvergenz bei Delta-Röhren resultierten in immer ausgefeilteren Ablenkspulensystemen, so dass Monitore nur noch einen Bruchteil der damaligen Korrektureinstellungen erfordern.

#### Inline-Farbbildröhre
Durch die Miniaturisierung der Strahlerzeugungssysteme Mitte der 1970er Jahre war deren nebeneinanderliegende („In-Line“)-Anordnung im Bildröhrenhals zusammen mit einer gleichzeitigen Reduzierung des Halsdurchmessers möglich. Die Leuchtstoff-Pigmente auf dem Bildröhrenschirm wurden dementsprechend ebenfalls nebeneinander in Streifen angeordnet. Die notwendige Anzahl der Korrekturmaßnahmen zur Erzielung der Strahlkonvergenz verringerte sich dadurch erheblich. Es werden Streifen- und Schlitzmasken verwendet, bei denen aufgrund der größeren relativen offenen Fläche mehr Elektronen zur Leuchtschicht gelangen, anstatt ungenutzt auf der Maske zu landen. Diese Röhren liefern daher bei gegebenem Strahlstrom ein helleres Bild als die bis dato aktuellen Delta-Röhren.
Im Laufe der Zeit wurde die Inline-Röhre zur Black-Matrix-Röhre weiterentwickelt. Diese hat zwischen den einzelnen Leuchtstreifen einen lichtundurchlässigen Streifen aus lichtabsorbierendem Material. Er erhöht den Kontrast (die Bildschirmfläche erscheint bei Fremdbeleuchtung dunkler) und die Farbreinheit (der durch die Maske begrenzte Strahl darf nun etwas mehr daneben treffen, bevor nicht zur entsprechenden Kathode gehörige Leuchtstreifen angeregt werden).
Sony entwickelte parallel die Trinitron-Röhre, deren augenfälligster Unterschied gegenüber der Inline-Röhre der Einsatz senkrecht gespannter Drähte anstelle der Schlitzmaske ist. Das verringert wiederum die Fläche, auf der Elektronen ungenutzt abgeführt werden.
Die Auflösung der Inline-Röhren ist aufgrund der gröberen Schlitzmuster in vertikaler Richtung schlechter, und an harten Kontrastübergängen im Bild bilden sich leichter wahrnehmbare Farbsäume, obwohl die Konvergenzeinstellung stimmt. An senkrechten Linien treten Aliasing- und Treppeneffekte auf, die diese Röhren für CAD-Arbeitsplätze ungeeignet machen.
Inline-Bildröhren ermöglichen den fast vollständigen Verzicht auf die vorher nötige aufwendige Konvergenzeinheit, dadurch war erstmals die Konstruktion von günstigen kompakten und einfach zu wartenden Farb-TV Geräten möglich. Die Inline-Bildröhre ermöglichte daher zum Ende der 1970er Jahre dem Farbfernsehen auch im Massenmarkt den entscheidenden Durchbruch.

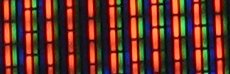
Bildausschnitt einer Farbbildröhre mit Schlitzmaske
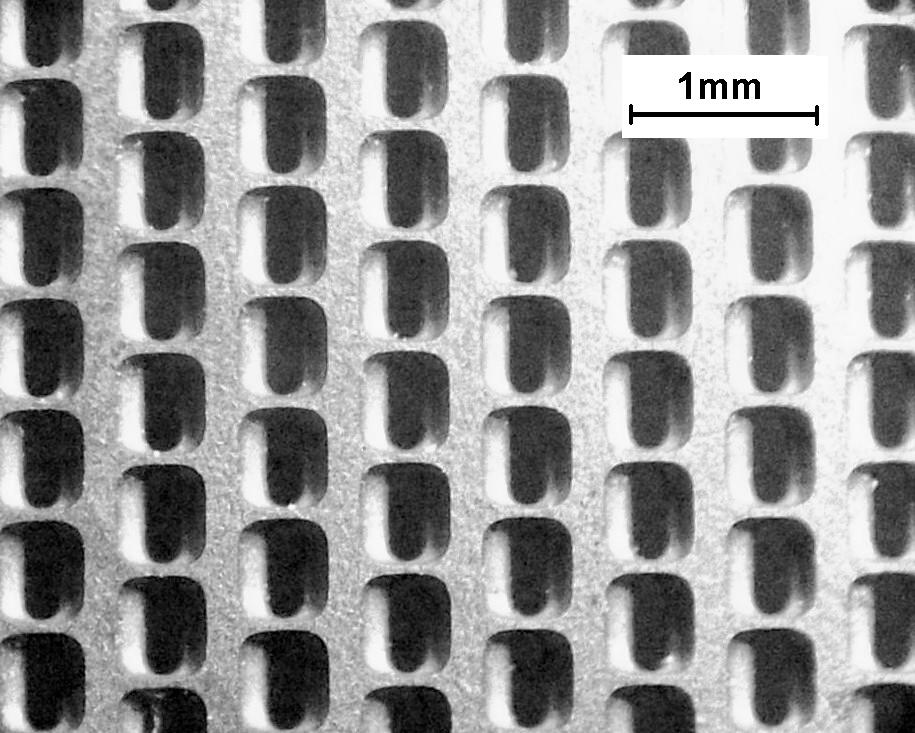
Ausschnitt aus einer Schlitzmaske, Blick von vorn
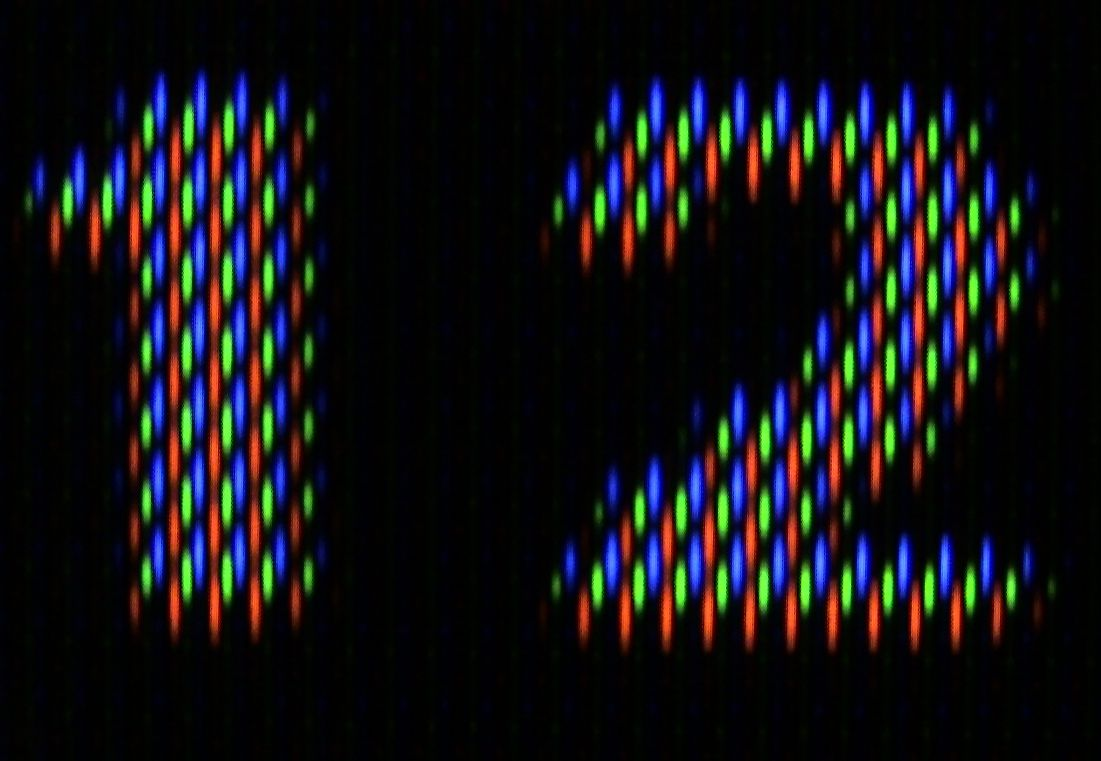
Darstellung einer weißen „12“ auf schwarzem Hintergrund auf einem Fernseher. In der Nahaufnahme erkennt man die einzelnen Farben, aus denen die Zeichen zusammengesetzt sind.

#### Historische Farbbildröhren

##### Chromoskop
Das Ende der 1940er Jahre von DuMont in den USA entwickelte Chromoskop (von altgriechisch χρῶμα chroma „Farbe“ und σκοπεῖν skopein „schauen“) besteht aus einem aus der Schwarzweißtechnik bekannten Strahlerzeugungssystem. Die Leuchtschichten sind allerdings nicht auf der frontseitigen Glasfläche aufgebracht, stattdessen sind drei feinmaschige, mit dem jeweiligen farbig fluoreszierenden Leuchtstoff beschichtete Drahtnetze im Abstand von ca. 1–3 mm hintereinander angeordnet, deren elektrische Anschlüsse nach außen geführt sind. Aus Kathodensicht vor diesen drei Netzen liegt in gleichem Abstand nochmals ein vergleichsweise weitmaschiges Netz, das, auf Anodenpotential gelegen, für eine konstante Beschleunigung der Elektronen auch bei abwechselnden Potentialen der Leuchtnetze sorgt.
Durch eine Umschaltung der Netze zwischen Kathoden- und Anodenpotential werden die bereits beschleunigten Elektronen durch auf Kathodenpotential liegende Netze abgebremst, sodass sie diese nicht erreichen können. Nur jeweils auf Anodenpotential liegende Netze werden getroffen.

## Verwendung
Die klassische Kathodenstrahlröhre mit Leuchtschirm zeigt in der Praxis unterschiedliche Arten der Elektronenstrahlführung:
- Oszillogramm: Hier wandert ein Elektronenstrahl in der Bildröhre, in der Regel mit konstanter Geschwindigkeit, von links nach rechts über den Bildschirm und wird in Abhängigkeit vom darzustellenden Signalverlauf vertikal abgelenkt. Der Elektronenstrahl regt die vergleichsweise lang fluoreszierende Beschichtung des Bildschirms zum Leuchten an, so dass der Eindruck eines stehenden Bildes entsteht.
- Vektorablenkung: Der Elektronenstrahl schreibt über zwei modulierte Steuersignale (horizontal) X-Achse (Abszisse), (vertikalen) Y-Achse (Ordinate) direkt ein Bild auf die fluoreszierende Beschichtung des Bildschirms. Über die Strahlhelligkeitsmodulation kann dieser Stift abgesetzt und an anderer Stelle wieder angesetzt werden. Anwendung bei frühen Computerspielen (Vektorspiel Asteroids[5], Radar).
- Zeilenablenkung (Rasterablenkung): Der Elektronenstrahl schreibt wiederkehrend zeilenweise das Bild im Rasterverfahren (siehe folgenden Abschnitt), ganz ähnlich wie z. B. ein Mensch ein Buch liest.

### Rasterbilder

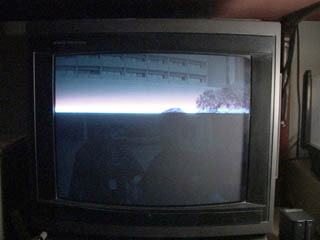
Bildaufbau bei einem Röhrenfernseher

Zur Bilderzeugung wird auf der Schirmfläche ein Raster erzeugt. Der Elektronenstrahl wandert hier mit hoher Geschwindigkeit von links nach rechts sowie mit einer geringeren Geschwindigkeit von oben nach unten und überstreicht dabei zeilenweise die Bildpunkte. Am Ende einer Zeile springt er an den Anfang der folgenden Zeile zurück. Ist das untere Ende des Bildschirms erreicht, springt der Strahl wieder an das obere Ende zurück, der Vorgang beginnt von neuem. So wird ein Raster erzeugt. Je schneller diese Vorgänge erfolgen, desto besser ergibt sich der durch die Trägheit des menschlichen Auges hervorgerufene Eindruck eines stehenden, flimmerfreien Bildes.
Die Elektronenstrahlen können mit hoher Geschwindigkeit in ihrer Intensität beeinflusst werden. Die momentane Intensität bestimmt die Helligkeit der einzelnen Pixel. So kann die Gesamthelligkeit eines Pixels gesteuert, wie auch eine fast beliebige Farbmischung durchgeführt werden. Der Bildinhalt wird zeitsequentiell über die Helligkeit der Strahlflecke erzeugt.
Kathodenstrahlröhren wurden in Fernsehgeräten und Computerbildschirmen verwendet. Hier sind sie jedoch fast vollständig durch Plasma- und Flüssigkristallbildschirme abgelöst worden, die prinzipbedingt einen wesentlich flacheren Aufbau besitzen. Auch in manchen digitalen Speicher-Oszilloskopen werden Rastergrafiken dargestellt, hier jedoch mit elektrostatischer Ablenkung wie bei deren Vorläufern mit Vektorgrafik-Darstellung.
Fernsehkameraröhren, wie z. B. das Vidicon, verwenden zur Abtastung des Ladungsbildes ebenfalls ein der Kathodenstrahlröhre ähnliches Prinzip mit Rasterabtastung.
In älteren Radargeräten werden Kathodenstrahlröhren zur Bilddarstellung in Polarkoordinaten verwendet, indem die Winkelablenkung durch ein rotierendes magnetisches Ablenksystem und die Entfernungsablenkung elektrostatisch erfolgt.
Raster- und Transmissions-Elektronenmikroskope enthalten Kathodenstrahlröhren zur Elektronen„beleuchtung“ der Proben.

### Vektorgrafiken
Kathodenstrahlröhren werden in analogen Oszilloskopen und verschiedenen Laborgeräten (Messempfänger, Wobbelsender) zur Darstellung der Messergebnisse als Vektorgrafik in einem rechtwinkligen Koordinatensystem verwendet. Die Ordinate ist dabei entweder die Zeit, die Frequenz oder ein zweiter Messwert.
Für frühe Grafikanwendungen im Bereich der Informationsverarbeitung wurden Speicherbildröhren verwendet, bei denen ein einmal geschriebenes Bild so lange stehen bleibt, bis das gesamte Bild durch einen Löschbefehl zurückgesetzt wird. Das Bild wird hierbei in der Leuchtschicht gespeichert; dadurch wird kein Bildwiederholspeicher benötigt. In ähnlicher Weise funktionieren analoge Speicheroszilloskope.

### Elektronenstrahlanwendungen
Raster-Elektronenmikroskope enthalten Kathodenstrahlröhren zur Elektronen„beleuchtung“ der Proben. Sie können häufig auch zur stofflichen Oberflächenanalyse ausgerüstet sein, entsprechende Verfahren sind beispielsweise die energiedispersive Röntgenspektroskopie (EDX), die Elektronenstrahlmikroanalyse (ESMA) oder die Auger-Elektronen-Spektroskopie (AES).
Auch sogenannte Elektronenkanonen mit Leistungen von hunderten Kilowatt zum Elektronenstrahlschweißen sind vom Prinzip her Kathodenstrahlröhren.
Elektronenstrahlung wird zur Vernetzung von Polymeren eingesetzt (Elektronenstrahlvernetzung).
Das Betatron enthält ein Kathodenstrahlsystem zur Injektion der zu beschleunigenden Elektronen in das Beschleunigersystem.
Kathodenstrahlröhren werden bei Elektronenstrahllithografie-Verfahren zum Direkt-Schreiben bzw. Belichten in der Halbleiterfertigung und zum Mikrostrukturieren/Abgleichen von Dünnschicht-Strukturen eingesetzt.
In Wanderfeldröhren, Klystrons, Carcinotrons und Gyrotrons tritt der Elektronenstrahl in Wechselwirkung mit einem Hochfrequenzfeld und dient der Erzeugung oder Verstärkung von Mikrowellen.
In Röntgenröhren trifft der Elektronenstrahl auf eine Metalloberfläche und erzeugt dort Röntgenbremsstrahlung.

### Indirekte Bilderzeugung bzw. Projektion
Die nicht selbstleuchtende Blauschriftröhre oder auch Skiatron benötigt eine externe Lichtquelle. Der Elektronenstrahl trifft statt auf eine Leuchtschicht auf eine von außen sichtbare Schicht aus aufgedampften Alkali-Halogeniden, meist Kaliumchlorid. Die negative Ladung des Strahls ruft eine Verfärbung der getroffenen Stellen hervor, die je nach Typ blau bis blauviolett erscheint. Diese Spur ist sehr dauerhaft (Minuten bis Tage) und kann durch Erwärmen wieder gelöscht werden.
Das Eidophor ist ein auf einer rasterartig bestrahlten Ölschicht beruhendes Bild-Projektionsverfahren.

## Herstellung
Das Strahlerzeugungssystem wird aus gestanzten Einzelteilen mittels Lehren durch Punktschweißen maßhaltig zusammengebaut und mit dem in einem separaten Arbeitsgang erzeugten Röhrensockel an dessen Durchführungsdrähten verschweißt. Führungen und Einbettungen aus Glaskeramik entlang des Systems erhöhen die Schwingungsfreiheit des Aufbaues bei Erschütterungen. Blattfedern am Ende des Aufbaues sorgen zum einen für den elektrischen Kontakt zur Anodenbeschichtung auf der Konusinnenseite der Röhre und zum anderen für einen stabileren Halt des Systems auf der ansonsten freischwingenden Seite.
Hals, Konus und Bildschirm werden bei Bildröhren in getrennten Arbeitsgängen erzeugt und miteinander verschmolzen. Sie bestehen aus unterschiedlichen Glassorten. Bei Oszillographenröhren wird der gesamte Kolben mitsamt Hals maschinell aus einem Stück geblasen – es bestehen geringere Anforderungen an die Röntgenabschirmung und die geringere Größe erlaubt eine geringere Festigkeit.
Bildröhren besitzen einen Implosionsschutz, der aus einer Bandage um den Bildschirm besteht und dort ansonsten im Glas auftretende Zugspannungen aufnimmt. Die Metallbänder (Rimband) tragen auch die Befestigungswinkel der Bildröhre.
In den Schirmecken von Farbbildröhren werden Schirmpins (Stahlstifte) eingeschmolzen, an denen vor dem Zusammenbau innen die Maske aus Invar-Stahl befestigt wird. Die Positionierung der Maske muss relativ zum Schirm sehr genau und mechanisch stabil sein.
An das Glas werden hohe Anforderungen gestellt:
- Optische Qualität (frei von Blasen, Steinen, Schlieren)
- Mechanische Festigkeit
- Abschirmung der entstehenden Röntgenstrahlung
- Bei Farbbildröhren an die Maske angepasster thermischer Ausdehnungskoeffizient
- Gute, vakuumdichte Verbindung des Glases mit den elektrischen Durchführungen.

Diese Anforderungen können oft nur durch verschiedene Glassorten erfüllt werden.
Auf die Schirminnenseite wird der Leuchtstoff aufgebracht. Um eine möglichst gleichmäßige Beschichtung zu erzielen, werden die Leuchtstoffe mit einer gegenüber dem Leuchtstoff chemisch neutralen Flüssigkeit vermischt (Suspension) und in einem komplexen, vollautomatisierten Verfahren langsam auf der Bildschirminnenseite abgesetzt (Sedimentation). Die Trägerflüssigkeit wird danach vorsichtig abgegossen und der Leuchtstoff nach dem Durchtrocknen durch Brennen fixiert.
Bei Farbfernsehröhren besteht die Leuchtschicht nicht aus einer homogenen Schicht, sondern aus vielen winzigen, passend angeordneten Punkten oder Streifen dreier verschiedener Leuchtstoffe der Grundfarben Rot, Grün und Blau. Bei Black-Matrix-Röhren sind die Streifen nochmals durch einen schwarzen Graphitstreifen voneinander getrennt. Die Strukturierung der Streifen bzw. Punkte erfolgt durch Fotolithografie mittels genau derjenigen Maske, die später eingebaut wird.
In einem weiteren Arbeitsgang wird bei Bildröhren eine dünne glatte Trennschicht zum relativ körnigen Leuchtstoff aufgebracht, auf der durch Bedampfen eine Aluminiumschicht aufgebracht wird. Diese Zwischenschicht wird danach wiederum durch Brennen entfernt.
Nach dem Zusammenschmelzen der Glasteile wird die Bildröhre, wie auch Elektronenröhren, evakuiert, entgast, gegettert und künstlich gealtert. Auch das magnetische Ablenksystem und Korrekturmagnete werden vom Bildröhrenhersteller angebracht.

## Gefahren

### Röntgenstrahlung
Ab einer Anodenspannung von ca. 20 kV entsteht Röntgenstrahlung in Form von Bremsstrahlung auch im Schirm von Röhrenfernsehgeräten, wie sie vor den Flachbildschirmgeräten verbreitet waren. Nachdem die mit den insbesondere nach Einführung des Farbfernsehens gestiegenen Anodenspannungen verbundenen Gefahren erkannt worden waren, wurden international Strahlenschutz-Regelungen und Grenzwerte eingeführt, die in Deutschland mit der ab 1987 geltenden Verordnung über den Schutz vor Schäden durch Röntgenstrahlen, kurz Röntgenverordnung (RöV) geregelt ist. Bei einem Fernseher darf demzufolge die Ortsdosisleistung 10 cm entfernt von der Bildschirmoberfläche nicht mehr als 1 µSv/h gemäß § 5 Abs. 4 RöV betragen.
Dem Glas des Bildröhrenkonus wird Bleioxid beigemischt. Da sich dieses Glas bei längerer Einwirkung von Röntgenstrahlung braun verfärbt, kommen in dem Glas für das vordere, sichtbare Bildschirmglas, strontium- und bariumhaltige Gläser zum Einsatz, außerdem hat es aus Stabilitätsgründen ohnehin eine sehr große Wandstärke. Beide Maßnahmen setzen die abgegebene Röntgenstrahlung herab.
Die verwendete Beschleunigungsspannung, welche die untere Grenzwellenlänge der Röntgenbremsstrahlung und somit ihre „Härte“ beziehungsweise Durchdringungsfähigkeit bestimmt, ist auf etwa 27 kV begrenzt.
In frühen Fernsehbildröhren wurde eine sogenannte Ionenfalle mit einer schräg eingebauten Elektronenkanone und einem Dauermagneten zur Ablenkung des Strahls in Richtung Schirm (Bild s. o.) verwendet.

### Implosionsschutz
Die Implosion einer Kathodenstrahlröhre ist, wie auch diejenige anderer evakuierter Röhren, aufgrund umherfliegender Glasscherben sehr gefährlich. Sie muss daher vermieden werden und erfordert bei der Handhabung besondere Schutzausrüstung (Schutzbrille, Schutzkleidung).
Anfangs war die Bildröhre „durch eine splittersichere Schutzscheibe nach vorn hin zum Schutze des Betrachters“ abgeschirmt.
Bildröhren besitzen heute einen Implosionsschutz in Form eines vorgespannten Metallreifens (Rimband) um den Bildschirm. Er nimmt die ansonsten dort im Glas auftretenden Zugspannungen auf und trägt auch die Haltewinkel der Bildröhre. Der Implosionsschutz umfasst jedoch nicht den Bildröhrenhals. Bricht dieser, kann er durch den Bildschirm nach vorn austreten – es sei denn, der Bildschirm besitzt eine ausreichende Festigkeit (eigensichere Bildröhren). Bildröhren dürfen daher nicht am Hals gehandhabt werden.
Landet der Elektronenstrahl aufgrund fehlerhafter Ablenkung innen auf dem Röhrenhals, kann die Bildröhre aufgrund thermischer Spannungen implodieren. Vorher setzt sie aufgrund des dort dünnen Glases verstärkt Röntgenstrahlung frei. Geräte, bei denen die Anodenspannung nicht wie üblich aus den Rückschlagimpulsen der Zeilenablenkung gewonnen wird, besitzen daher oft eine Vorrichtung, die die Anodenspannung bei fehlerhafter Ablenkung abschaltet.
Die unabhängig davon arbeitende Vertikal-Ablenkschaltung ist ebenfalls oft so gestaltet, dass bei ihrem Ausfall der Strahlstrom abgeschaltet wird. Diese Maßnahme verhindert zusätzlich ein Einbrennen einer im Fehlerfalle auftretenden dünnen und sehr hellen, horizontalen Linie.

### Spionage
Die durch Ablenkung und Helligkeitsmodulation der Elektronenstrahlen abgestrahlten elektromagnetischen Wellen (kompromittierende Abstrahlung) können zu Spionagezwecken aufgefangen werden, um sie mit Hilfe der Van-Eck-Phreaking-Technik auf einem zweiten Bildschirm darzustellen.